# 明朝藩王列表 (漢王系)
本頁面列出明朝自明成祖分封的漢國藩王。

## 漢國
| 永樂二年（1404年）封。永樂十五年（1417年）就藩山東濟南府樂安州 |          |                |               | |
| 稱號                                                           | 國君姓名 | 關係           | 在位年數      | 註記 |
| 漢王                                                           | 朱高煦   | 朱棣、嫡二子   | 1404年─1426年 | 洪武中封高陽郡王。永樂二年進封。十五年就藩濟南府樂安州。宣德元年以謀反銷封並擒至京師。未幾被處死於京師西內囚所。其諸子俱同死。 |
| 漢懿莊世子                                                     | 朱瞻壑   | 朱高煦、嫡一子 |               | 永樂二年封世子。十九年八月庚申薨。無子。                                                                                       |
| 漢世子                                                         | 朱瞻圻   | 朱高煦、嫡二子 |               | 永樂二十二年封世子。宣德元年與父同死。無嗣。                                                                                   |

### 濟陽國
| 永樂二十二年（1424年）封。 |          |              |               |                                          |
| 稱號                       | 國君姓名 | 關係         | 在位年數      | 註記                                     |
| 濟陽王                     | 朱瞻垐   | 朱高煦、三子 | 1424年—1426年 | 永樂二十二年封。宣德元年與父同死。無嗣。 |

### 臨淄國
| 永樂二十二年（1424年）封。 |          |              |               |                                          |
| 稱號                       | 國君姓名 | 關係         | 在位年數      | 註記                                     |
| 臨淄王                     | 朱瞻域   | 朱高煦、四子 | 1424年—1426年 | 永樂二十二年封。宣德元年與父同死。無嗣。 |

### 昌樂國
| 永樂二十二年（1424年）封。 |          |              |               |                                          |
| 稱號                       | 國君姓名 | 關係         | 在位年數      | 註記                                     |
| 昌樂王                     | 朱瞻垶   | 朱高煦、五子 | 1424年—1426年 | 永樂二十二年封。宣德元年與父同死。無嗣。 |

### 淄川國
| 永樂二年（1424年）封。 |          |              |               |                                          |
| 稱號                   | 國君姓名 | 關係         | 在位年數      | 註記                                     |
| 淄川王                 | 朱瞻墿   | 朱高煦、六子 | 1424年—1426年 | 永樂二十二年封。宣德元年與父同死。無嗣。 |

### 齊東國
| 永樂二十二年（1424年）封。 |          |              |               |                                          |
| 稱號                       | 國君姓名 | 關係         | 在位年數      | 註記                                     |
| 齊東王                     | 朱瞻坪   | 朱高煦、七子 | 1424年—1426年 | 永樂二十二年封。宣德元年與父同死。無嗣。 |

### 任城國
| 永樂二十二年（1424年）封。 |          |              |               |                                          |
| 稱號                       | 國君姓名 | 關係         | 在位年數      | 註記                                     |
| 任城王                     | 朱瞻壔   | 朱高煦、八子 | 1424年—1426年 | 永樂二十二年封。宣德元年與父同死。無嗣。 |

### 海豐國
| 永樂二十二年（1424年）封。 |          |              |               |                                          |
| 稱號                       | 國君姓名 | 關係         | 在位年數      | 註記                                     |
| 海豐王                     | 朱瞻㙊   | 朱高煦、九子 | 1424年—1426年 | 永樂二十二年封。宣德元年與父同死。無嗣。 |

### 新泰國
| 永樂二十二年（1424年）封。 |          |              |               |                                          |
| 稱號                       | 國君姓名 | 關係         | 在位年數      | 註記                                     |
| 新泰王                     | 朱瞻垹   | 朱高煦、十子 | 1424年—1426年 | 永樂二十二年封。宣德元年與父同死。無嗣。 |

## 腳註
1. ↑  《太宗文皇帝实录》卷一百八十六：永乐十五年三月丁亥朔……丙午，命汉王高煦居山东乐安州。初高煦受册封，命居国云南，切切以不欲远去为辞，后改命青州，亦坚意不行。尝侍上在北京，时其世子瞻壑及次子瞻圻皆在，高煦屡辞还南京，上留之，不从。上欲留瞻壑，亦不从。上觉其有异志。
2. ↑  《明史 志第十七 地理二》